# Músculo flexor profundo dos dedos
O músculo flexor profundo dos dedos é um músculo do antebraço.

## Referência
DÂNGELO, José Geraldo & FATTINI, Carlo Américo. Anatomia básica dos sistemas orgânicos: com a descrição dos ossos, junturas, músculos, vasos e nervos. São Paulo: Editora Atheneu, 2004.